# Meganola strigula
Meganola strigula là một loài bướm đêm thuộc họ Nolidae. Nó được tìm thấy ở châu Âu, Nga và Tiểu Á.

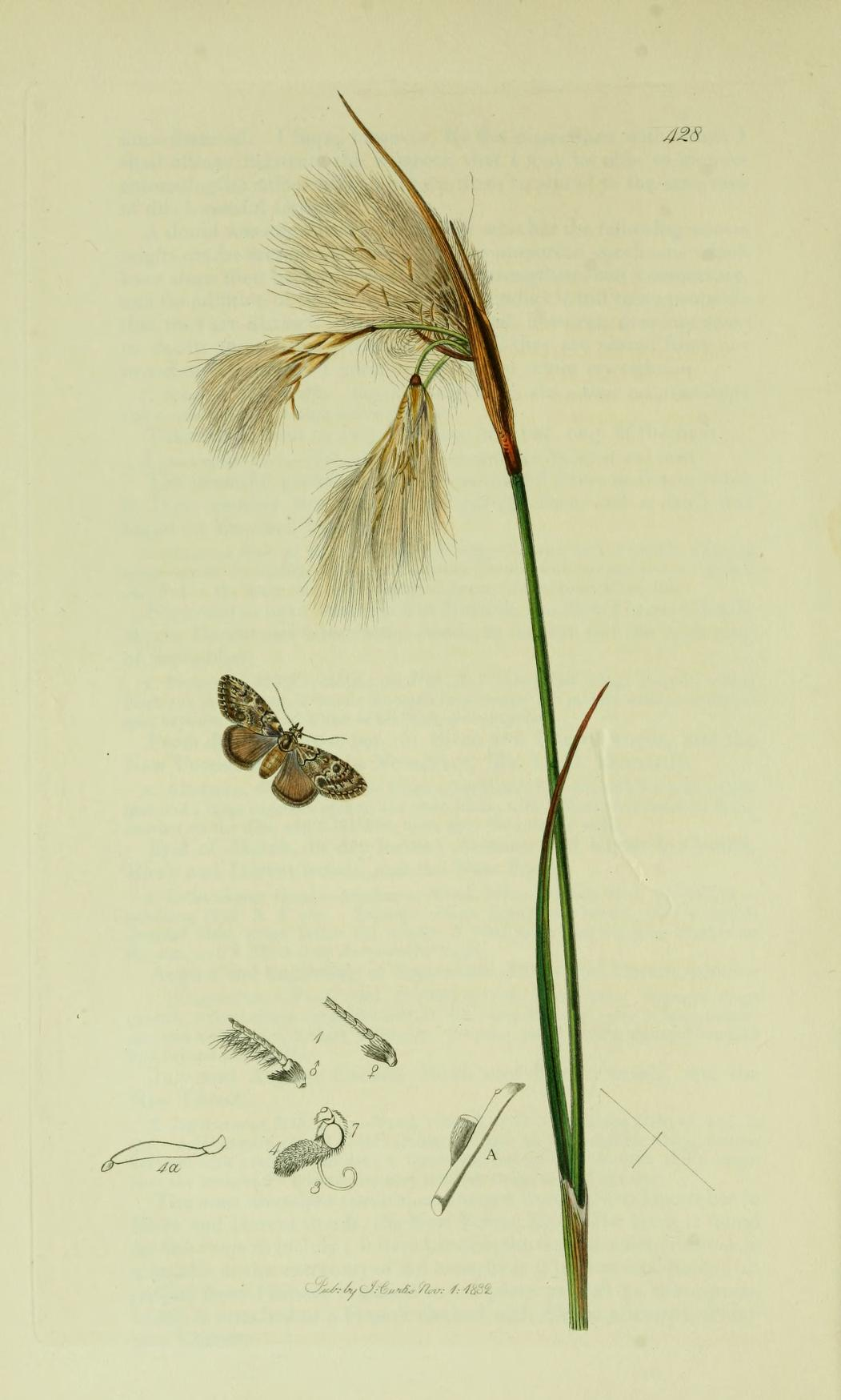
Minh họa từ John Curtis's British Entomology Volume 6

Sải cánh dài 18–24 mm. Con trưởng thành bay từ tháng 6 đến tháng 7.
Ấu trùng ăn Quercus (bao gồm Quercus robur), Fagus, Prunus và Tilia
species.

## Hình ảnh

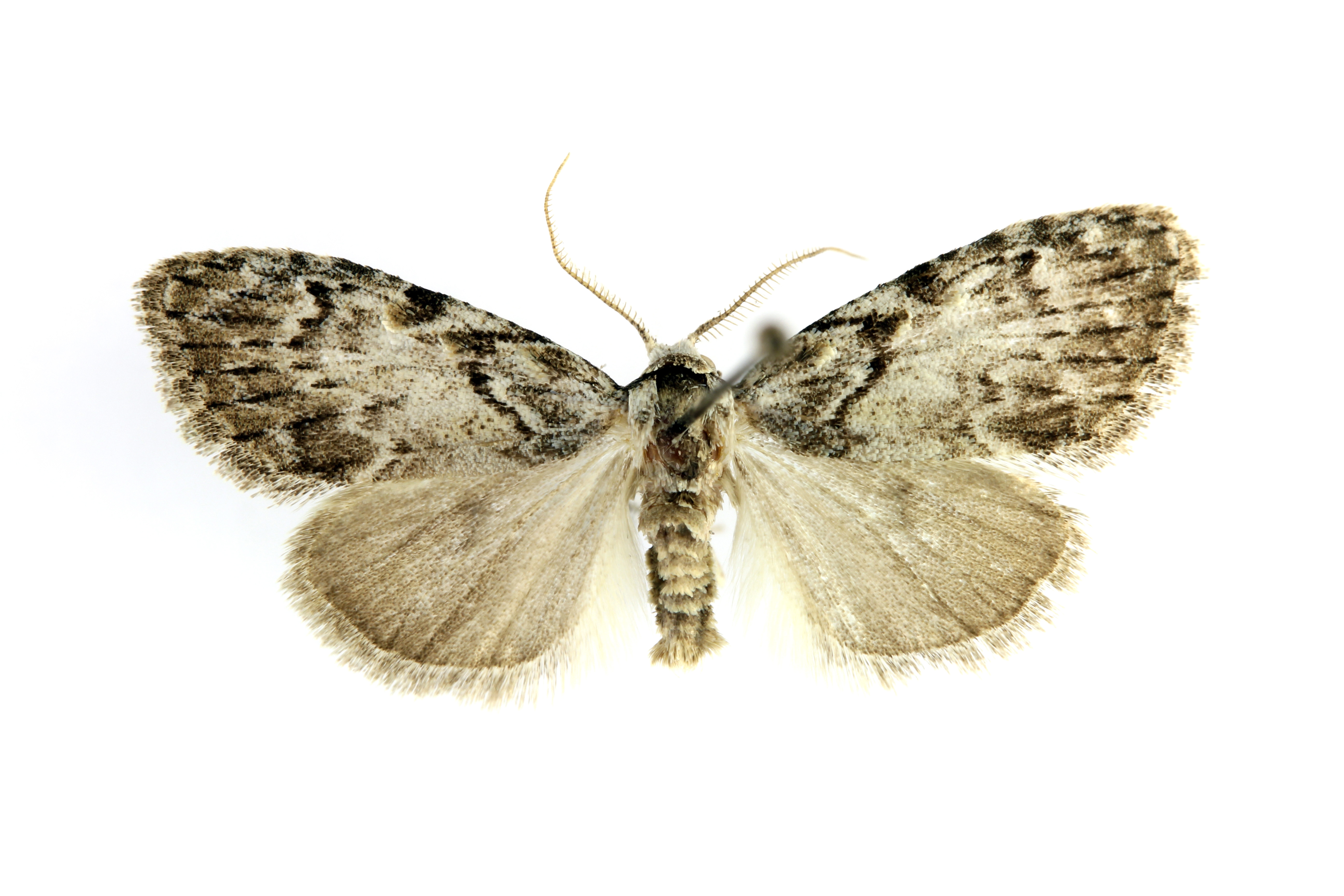
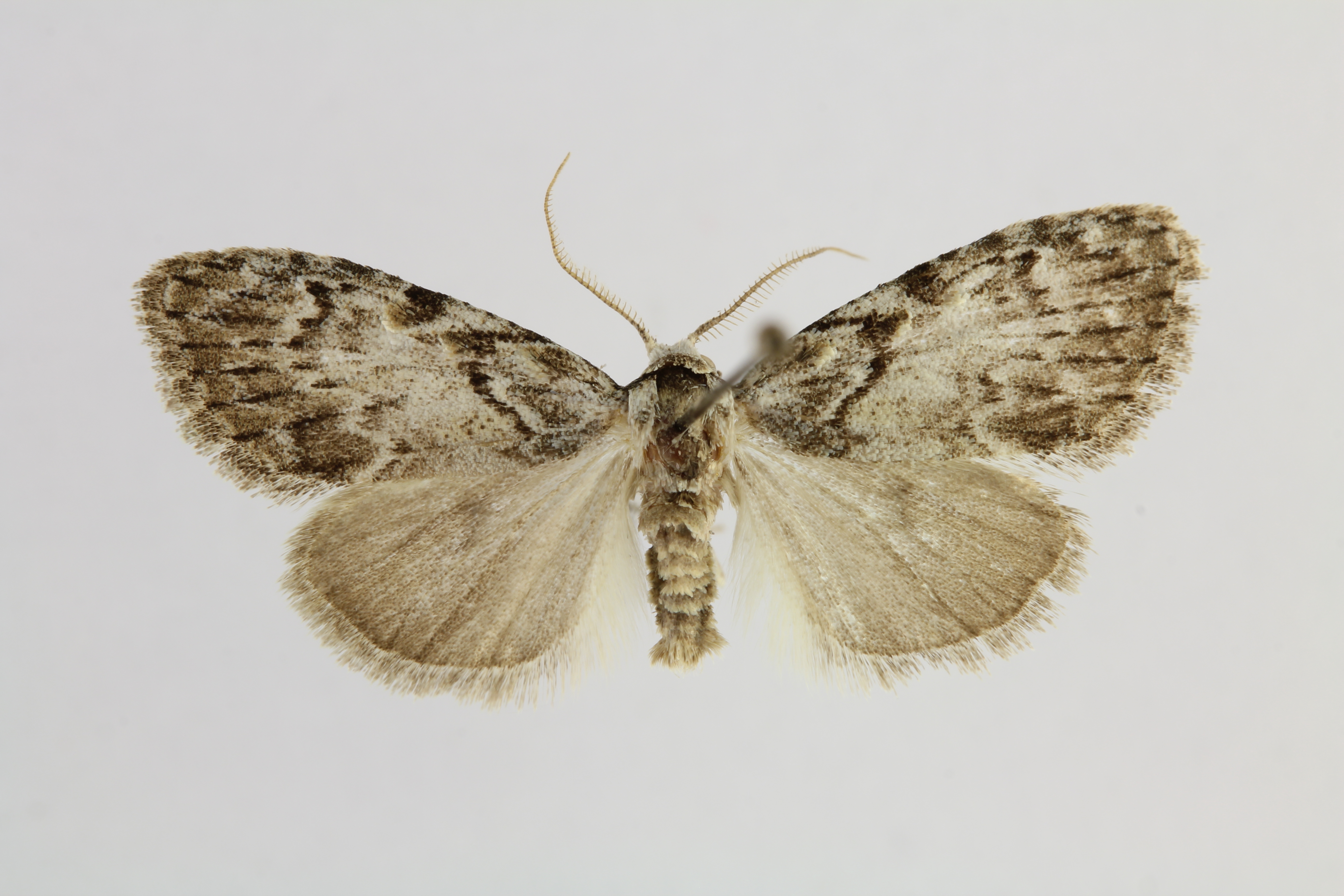
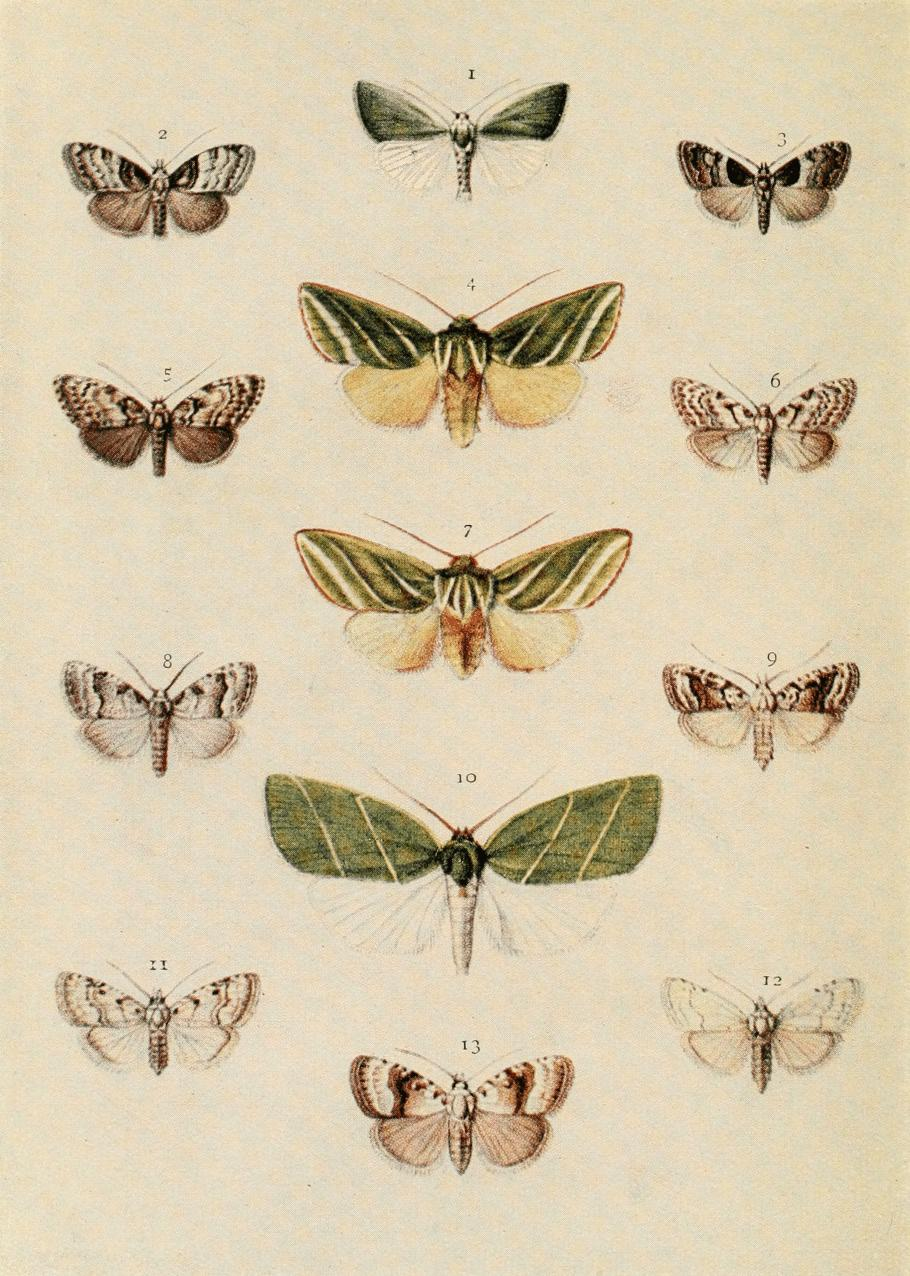